# Silvestre Dangond
Silvestre Francisco Dangond Corrales (Urumita, La Guajira 12 de Maio de 1980) é um cantor colombiano de vallenato, compositor . Dangond é considerado um dos principais representantes do seu gênero musical.

## Discografia
- Tanto para Tí (2002)
- Lo Mejor Para Los Dos (2003)
- Mas Unidos Que Nunca (2004)
- Ponte A La Moda (2005)
- La Fama (2006)
- El Original (2008)
- El Cantinero (2010)
- No Me Compares Con Nadie (2011)